# Herb gminy Czerwin
Herb gminy Czerwin – jeden z symboli gminy Czerwin, ustanowiony 23 lutego 2010.

## Wygląd i symbolika
Herb przedstawia na tarczy w polu czerwonym podkowę złotą z zaćwieczonym na barku krzyżem kawalerskim złotym i takimż krzyżem w środku, pod którą skrzyżowane dwie gałązki czerwca złote, każda z czterema kwiatami białymi, każdy ze środkiem zielonym i pięcioma pręcikami złotymi. Podkowa z dwoma krzyżami nawiązuje do herbu szlacheckiego Lubicz, używanego przez rodzinę szlachecką Czerwińskich. Odmieniono barwy godła tak, aby było całe złote (żółte), w nawiązaniu do licznych w gminie łanów zboża. Kwiaty czerwca są odwołaniem do nazwy wsi i gminy Czerwin.